# All This and World War II (album)
Az All This and World War II című dupla lemez John Lennon- és Paul McCartney-számok feldolgozásaiból áll, és az azonos című film zenei anyaga. A lemezen Leo Sayer és a Bee Gees együttes szerepel a legtöbbször a dalokban (3-3).

## Az album dalai
1. Magical Mystery Tour (John Lennon, Paul McCartney) – 3:52 – Ambrosia
2. Lucy In The Sky With Diamonds (John Lennon, Paul McCartney) – 6:11 – Elton John
3. Golden Slumber/Carry That Weight (John Lennon, Paul McCartney) – 3:12 – Bee Gees
4. I Am The Walrus (John Lennon, Paul McCartney) – 3:49 – Leo Sayer
5. She's Leaving Home (John Lennon, Paul McCartney) – 3:07 – Bryan Ferry
6. Lovely Rita (John Lennon, Paul McCartney) – 1:13 – Roy Wood
7. When I'm Sixty-Four (John Lennon, Paul McCartney) – 2:36 – Keith Moon
8. Get Back (John Lennon, Paul McCartney) – Rod Stewart – 4:24
9. Let It Be (John Lennon, Paul McCartney) – Leo Sayer – 3:43
10. Yesterday (John Lennon, Paul McCartney) – David Essex – 2:44
11. With A Little Help From My Friends/Nowhere Man (John Lennon, Paul McCartney) – 6:36 – Jeff Lynne
12. Because (John Lennon, Paul McCartney) – 3:24 – Lynsey De Paul
13. She Came In Through The Bathroom Window (John Lennon, Paul McCartney) – Bee Gees – 1:54
14. Michelle (John Lennon, Paul McCartney) – 4:00 – Richard Cocciante
15. We Can Work It Out (John Lennon, Paul McCartney) – 2:39 – The Four Seasons
16. The Fool On The Hill (John Lennon, Paul McCartney) – 3:37 – Helen Reddy
17. Maxwell's Silver Hammer (John Lennon, Paul McCartney) – 3:27 – Frankie Laine
18. Hey Jude (John Lennon, Paul McCartney) – 4:58 – The Brothers Johnson
19. Polythene Pam (John Lennon, Paul McCartney) – 1:30 – Roy Wood
20. Sun King (John Lennon, Paul McCartney) – 2:03 – Bee Gees
21. Getting Better (John Lennon, Paul McCartney) – 2:19 – Status Quo
22. The Long And Winding Road (John Lennon, Paul McCartney) – 4:45- Leo Sayer
23. Help (John Lennon, Paul McCartney) – 3:07 – Henry Gross
24. Strawberry Fields Forever(John Lennon, Paul McCartney) – 2:30 – Peter Gabriel
25. A Day In The Life(John Lennon, Paul McCartney) – 4:04 – Frankie Valli
26. Come Togther(John Lennon, Paul McCartney) – 4:08 – Tina Turner
27. You Never Give Me Your Money(John Lennon, Paul McCartney) – 3:04 – Wil Malone & Lou Reizner
28. The End (John Lennon, Paul McCartney) – 2:26 – Londoni Szimfonikus Zenekar

## A nagylemez megjelenése országonként
- Belgium WB 66049 1976
- Egyesült Államok 20th Century Records 2T522 1976
- Egyesült Királyság Riva Records RVLP2 1976
- Németország  WB 66049 1976
- Olaszország WB 66049 1976